# Radiación de fondo de microondas
La radiación de fondo de microondas es una forma de radiación electromagnética descubierta en 1965 que llena el universo por completo. También se denomina radiación cósmica de microondas, radiación cósmica de fondo o radiación del fondo cósmico.
Tiene características de radiación de cuerpo negro a una temperatura de 2,725 K y su frecuencia pertenece al rango de las microondas con una frecuencia de 160,2 GHz, correspondiéndose con una longitud de onda de 1,9 mm. Esta radiación es una de las pruebas principales del modelo cosmológico del Big Bang.

## Características

El espectro de la radiación de fondo de microondas medido por el instrumento FIRAS en el satélite COBE es el espectro de cuerpo negro medido con más precisión en la naturaleza. Las variables y el error estándar están ocultos por la curva teórica.

La radiación de fondo de microondas es isótropa hasta una parte entre 105: las variaciones del valor eficaz son solo 18 µK. El espectrofotómetro FIRAS (en inglés The Far-Infrared Absolute Spectrophotometer)  en el satélite COBE de la NASA ha medido cuidadosamente el espectro de la radiación de fondo del microondas. El FIRAS comparó el CMB con un cuerpo negro de referencia y no se pudo ver ninguna diferencia en sus espectros. Cualquier desviación del cuerpo negro que pudiera seguir estando sin detectar en el espectro del CMB sobre el rango de longitudes de onda desde 0,5 a 5 mm tendría que tener un valor de unas 50 partes por millón del pico de brillo del CMB. Esto hizo del espectro del CMB el cuerpo negro medido de manera más precisa en la naturaleza.
Esta radiación es una predicción del modelo del Big Bang, ya que según este modelo, el universo primigenio era un plasma compuesto principalmente por electrones, fotones y bariones (protones y neutrones). Los fotones estaban constantemente interactuando con el plasma mediante la dispersión de Thomson. Los electrones no se podían unir a los protones y otros núcleos atómicos para formar átomos porque la energía media de dicho plasma era muy alta, por lo que los electrones interactuaban constantemente con los fotones mediante el proceso conocido como dispersión Compton. A medida que el universo se fue expandiendo, el enfriamiento adiabático (del que el corrimiento al rojo cosmológico es un síntoma actual) causó que el plasma se enfriara hasta que fue posible que los electrones se combinaran con los protones y formaran átomos de hidrógeno. Esto ocurrió cuando este alcanzó los 3000 K, unos 380 000 años después del Big Bang. A partir de ese momento, los fotones pudieron viajar libremente a través del espacio sin rozar (sin llegar a unirse) con los electrones dispersos. Este fenómeno es conocido como era de la recombinación; la radiación de fondo de microondas es precisamente el resultado de ese periodo. Al irse expandiendo el universo, esta radiación también fue disminuyendo su temperatura, lo cual explica por qué hoy en día es solo de unos 2,7 K. La radiación de fondo es el ruido que hace el universo.
Los fotones han continuado enfriándose desde entonces, actualmente han caído a 2,725 K y su temperatura continuará cayendo según se expanda el universo. De la misma manera, la radiación del cielo que medimos viene de una superficie esférica, llamada superficie de la última dispersión, en la que los fotones que se descompusieron en la interacción con materia en el universo primigenio, hace 13 700 millones de años, están observándose actualmente en la Tierra. El Big Bang sugiere que el fondo de radiación cósmico rellena todo el espacio observable y que gran parte de la radiación en el universo está en el CMB, que tiene una fracción de aproximadamente 5·10-5 de la densidad total del universo.
Dos de los grandes éxitos de la teoría del Big Bang son sus predicciones de este espectro de cuerpo negro casi perfecto y su predicción detallada de las anisotropías en el fondo cósmico de microondas. El reciente WMAP ha medido precisamente estas anisotropías sobre el cielo por completo a escalas angulares de 0,2°. Estas se pueden utilizar para estimar los parámetros del modelo Lambda-CDM estándar del Big Bang. Alguna información, como la forma del universo, se puede obtener directamente del CMB, mientras otros, como la constante de Hubble, no están restringidos y tienen que ser inferidos de otras medidas.

## Historia
Esta radiación fue predicha por George Gamow, Ralph Alpher y Robert Herman en 1948. Es más, Alpher y Herman pudieron estimar que la temperatura del fondo de radiación de microondas era 5 K, aunque dos años después, la reestimaron en 2.8 K. Aunque había varias estimaciones previas de la temperatura del espacio (ver cronología), estas sufrieron dos defectos. En primer lugar, fueron medidas de la temperatura efectiva del espacio y no sugieren que el espacio fue rellenado con un espectro de Planck térmico. Y en segundo lugar, son dependientes de nuestro lugar especial en el extremo de la Vía Láctea y no sugieren que la radiación es isótropa. Además, produciría predicciones muy diferentes si la Tierra estuviera localizada en cualquier lugar del universo.

Los resultados de 1948 de Gamow y Alpher no fueron ampliamente discutidos. Sin embargo, fueron redescubiertos por Robert Dicke y Yakov Zel'dovich a principios de los años 1960. La primera apreciación de la radiación del CMB como un fenómeno detectable apareció en un breve artículo de los astrofísicos soviéticos A. G. Doroshkevich e Igor Dmitriyevich Novikov, en la primavera de 1964. En 1964, David Todd Wilkinson y Peter Roll, y los colegas de Dicke en la Universidad de Princeton, empezaron a construir un radiómetro de Dicke para medir el fondo de radiación de microondas. 

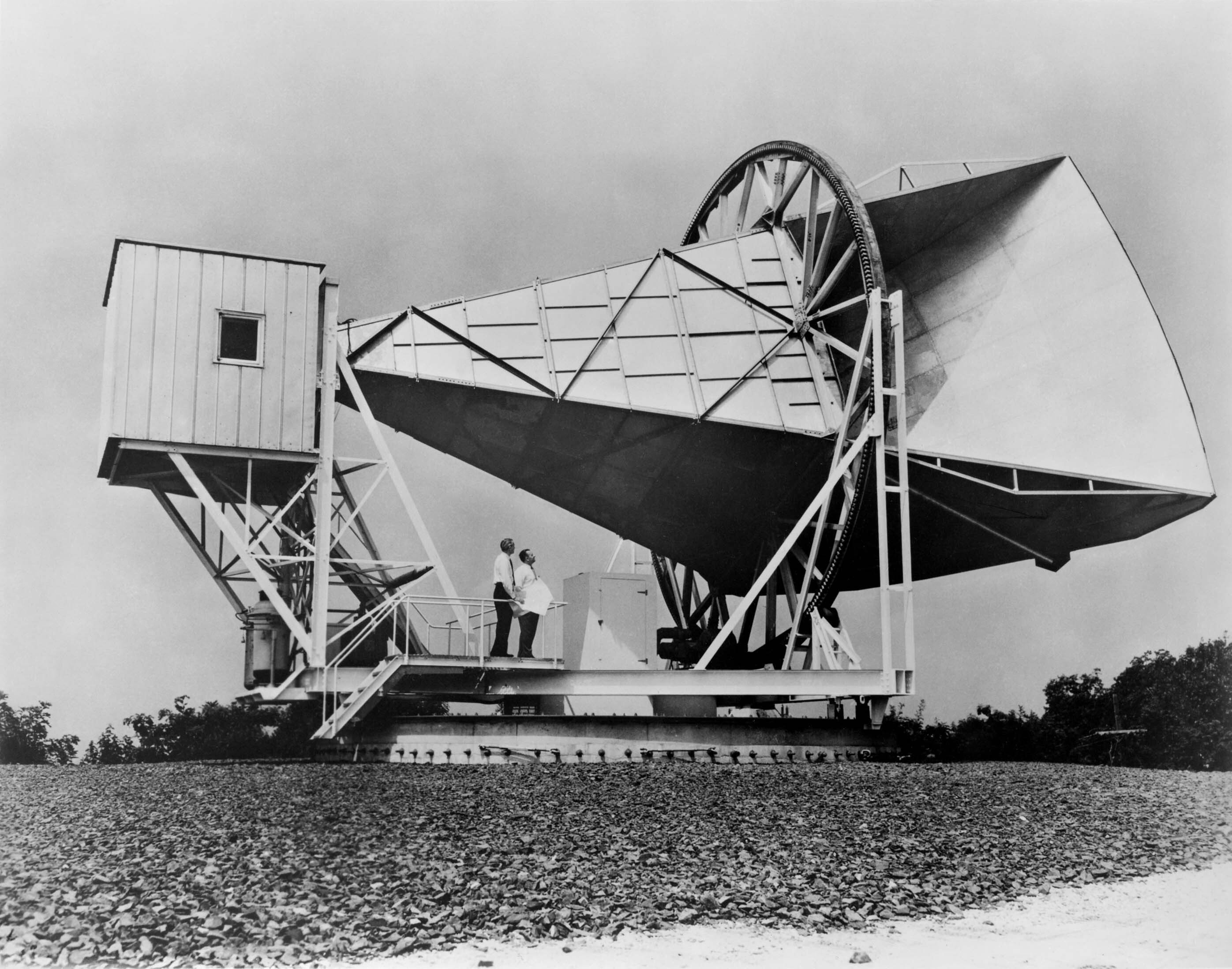
La antena de bocina en Holmdel en la que Penzia y Wilson descubrieron la radiación de fondo de microondas.

En 1965, Arno Penzias y Robert Woodrow Wilson en los Laboratorios Bell de Crawford Hill cerca de Holmdel Township (Nueva Jersey) habían construido un radiómetro Dicke que intentaron utilizar para radioastronomía y experimentos de comunicaciones por satélite. Su instrumental tenía un exceso de temperatura de ruido de 3,5 K con el que ellos no contaban. Después de recibir una llamada telefónica de Crawford Hill, Dicke dijo la gracia: «Chicos, nos han robado». Un encuentro entre los grupos de Princeton y Crawford Hill determinó que la temperatura de la antena fue inducida debido al fondo de radiación de microondas. Penzias y Wilson recibieron el Premio Nobel de Física de 1978 por su descubrimiento.
La interpretación de la radiación de fondo de microondas fue un tema controvertido en los años 1960 entre los defensores de la teoría del estado estacionario argumentando que el fondo de microondas era el resultado de la luz dispersada de las estrellas procedente de las galaxias distantes. Utilizando este modelo y basado en el estudio de la absorción reducida de líneas que caracteriza el espectro de las estrellas, el astrónomo Andrew McKellar escribió en 1941: «Se puede calcular que el rotacional de temperatura del espacio interestelar es 2 K.» Sin embargo, durante los años 1970 el consenso fue que la radiación de fondo de microondas es un remanente del Big Bang. Esto fue en gran parte porque las nuevas medidas en un rango de frecuencias demostraron que el espectro era un térmico, cuerpo negro, un resultado que el modelo del estado estacionario no podía reproducir.
Harrison, Peebles y Yu, y por otra parte Zel'dovich se dieron cuenta de que el Universo primigenio tendría que tener inhomogeneidades en un nivel de 10-4 o 10−5. Rashid Siunyáiev después calculó la huella observable que estas inhomogeneidades tendrían en el fondo de radiación de microondas. Incrementalmente los límites estrictos de la anisotropía del fondo de radiación de microondas fueron establecidos por experimentos basados en la tierra, pero la anisotropía se detectó por primera vez por el Radiómetro de Microondas Diferencial en el satélite COBE.
Inspirado por los resultados del COBE, una serie de experimentos en tierra o basados en globos midieron las anisotropías del fondo de radiación de microondas en pequeñas escalas angulares durante la década siguiente. El objetivo primario de estos experimentos fue medir la escala del primer pico acústico, para el que el COBE no tenía suficiente resolución para resolverlo. El primer pico en la anisotropía fue detectado tentativamente por el experimento Toco y el resultado fue confirmado por los experimentos BOOMERanG y MAXIMA.  Estas medidas demostraron que el universo era aproximadamente plano y podía descartar las cuerdas cósmicas como un gran componente en la formación de estructuras cósmicas y sugiere que la inflación cósmica era la teoría correcta para la formación de estructuras.
El segundo pico fue detectado con indecisión por varios expertos antes de ser detectado definitivamente por el WMAP, que también ha detectado vacilantemente el tercer pico. Varios experimentos para mejorar las medidas de la polarización y el fondo de microondas en pequeñas escalas angulares están en curso. Estas son el DASI, WMAP, BOOMERanG y el Cosmic Background Imager. Los experimentos venideros en este campo son el satélite Planck, el Telescopio Cosmológico de Atacama y el Telescopio del Polo Sur.

Imagen del WMAP de la anisotropía de la temperatura del CMB.

### Cronología del fondo de radiación de microondas
- 1940. Andrew McKellar: La detección observacional de una temperatura bolométrica media de 2,3 K basada en el estudio de las líneas de absorción interestelar es informada desde el Observatorio Dominion Observatory, Columbia Británica.[17]
- 1946. Robert Dicke descubre «la radiación de la materia cósmica» a < 20 K, no se refiere a la radiación de fondo.[18]
- 1948. George Gamow calcula una temperatura de 50 K (asumiendo un universo de tres millardos de años),[19] comentándolo. Está de acuerdo razonablemente con la temperatura actual del espacio interestelar, pero no menciona el fondo de radiación.
- 1948. Ralph Alpher y Robert Herman estiman «la temperatura en el universo» en 5 K. Aunque no mencionan específicamente el fondo de radiación de microondas, se puede inferir.[20]
- 1950. Ralph Alpher y Robert Herman re-estiman la temperatura a 2 K.
- 1953. George Gamow estima 7 K.[18]
- 1956. George Gamow estima 6 K.[18]
- Años 1960. Robert Dicke reestima una temperatura de la radiación de fondo de microondas de 40 K.[18]
- 1964. A. G. Doroshkevich e Igor Novikov publican un breve artículo, donde dicen que el fenómeno de la radiación de fondo de microondas es detectable.
- 1964-65. Arno Penzias y Robert Woodrow Wilson miden la temperatura como aproximadamente 3 K. Robert Dicke, P. J. E. Peebles, P. G. Roll y D. T. Wilkinson interpretan radiación como una firma del Big Bang.
- 1983. Empieza el experimento soviético RELIKT-1 sobre la anisotropía del CMB.
- 1990. Se obtienen medidas del FIRAS de la forma de cuerpo negro del espectro del CMB con exquisita precisión.
- 1992. El descubrimiento de la anisotropía por la nave espacial RELIKT-1 fue reportado oficialmente en enero de 1992 en el seminario de Astrofísica de Moscú.[21]
- 1992. El COBE DMR revela la temperatura de anisotropía primaria por primera vez.
- 2002. El DASI descubre la polarización del CMB.[22]
- 2004. El  CBI obtiene el espectro de polarización del CMB.[23]

## Relación con el Big Bang
El modelo estándar caliente del Big Bang del Universo requiere que las condiciones iniciales para el Universo sean un campo gaussiano casi invariante o espectro de Harrison-Zel'dovich. Esto es, por ejemplo, una predicción del modelo de inflación cósmica. Esto significa que el estado inicial del Universo es aleatorio, pero de una forma claramente especificada en que la amplitud de las inhomogeneidades vírgenes es 10-5. Por tanto, los postulados sobre las inhomogeneidades en el Universo necesitan ser estadísticas por naturaleza. Esto lleva a la varianza cósmica en que las incertidumbres en la varianza de las fluctuaciones de las escalas mayores observadas en el Universo tienen dificultades para compararse de manera precisa a la teoría.

### Temperatura

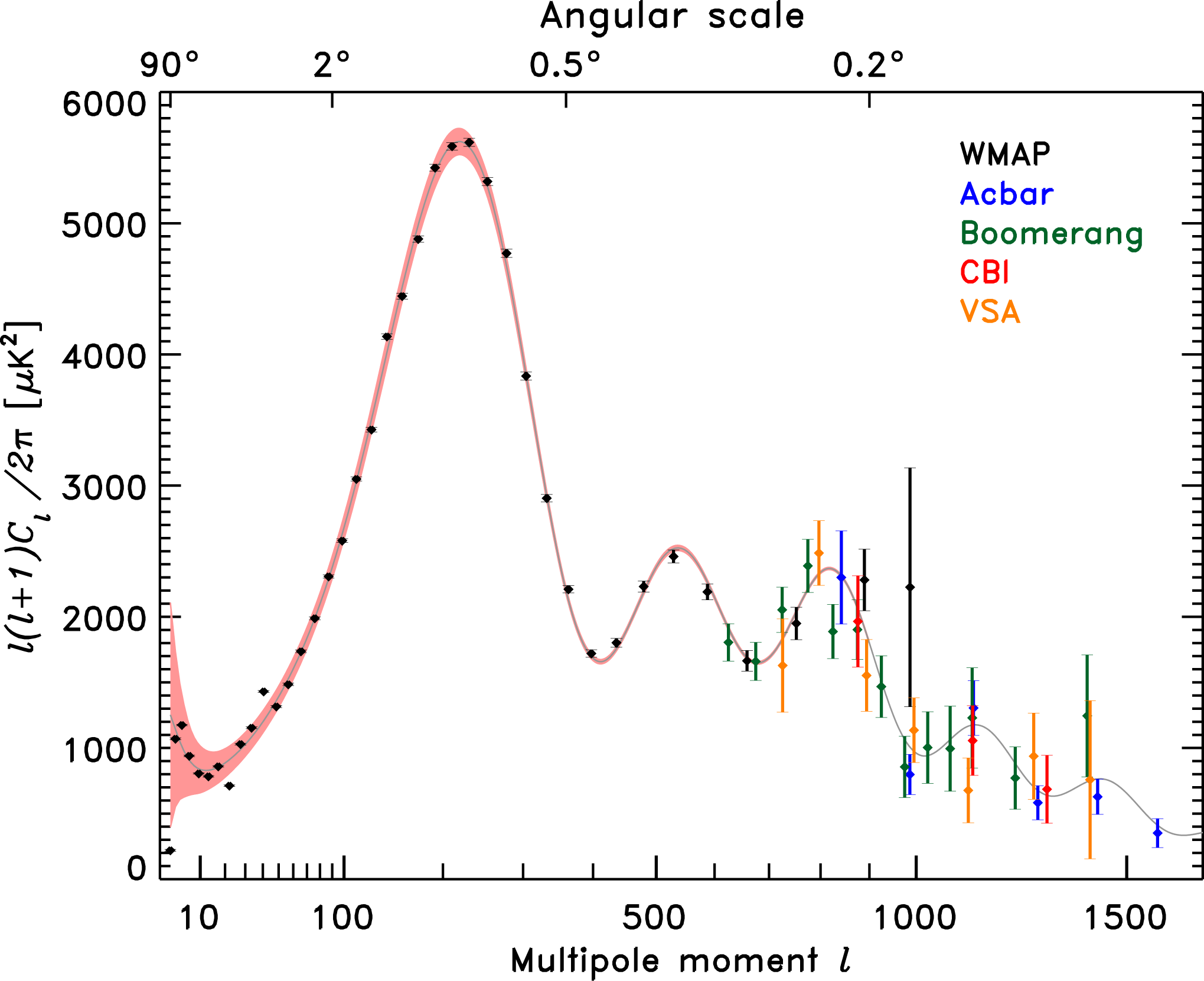
El espectro de potencia de la anisotropía de la temperatura del fondo de radiación de microondas en función de la escala angular (o momento multipolar). Los datos mostrados son del WMAP (2006), Acbar (2004) Boomerang (2005), CBI (2004) y VSA (2004).

La radiación del fondo cósmico de microondas y el corrimiento al rojo cosmológico se consideran conjuntamente como la mejor prueba disponible para la teoría del Big Bang. El descubrimiento del CMB a mediados de los años 1960 redujo el interés en alternativas como la Teoría del Estado Estacionario. El CMB proporciona una imagen del Universo cuando, de acuerdo con la cosmología convencional, la temperatura descendió lo suficiente como para permitir que los electrones y protones formen átomos de hidrógeno, haciendo así el Universo transparente a la radiación. Cuando se originó unos 379 000 años después del Big Bang, este período es conocido generalmente como el «periodo de la última dispersión» o el periodo de la recombinación o el desacople, la temperatura del Universo era de unos 3000 K. Esto se corresponde con una energía de unos 0,25 eV, que es mucho menor que los 13,6 eV de la energía de ionización del hidrógeno. Desde entonces, la temperatura de la radiación ha caído en un factor de aproximadamente 1100 debido a la expansión del Universo. Según se expande el Universo, los fotones del fondo cósmico de microondas se desplazan hacia el rojo, haciendo que la temperatura de radiación sea inversamente proporcional al factor de escala del Universo.

### Estudio de las anisotropías
La radiación de fondo aparece a primera vista isótropa, es decir, independiente de la dirección en la que se mida. Este hecho era de difícil explicación según el modelo original del Big Bang y fue una de las causas que llevó a la formulación del modelo inflacionario del Big Bang.
Una de las predicciones de este modelo es la existencia de pequeñas variaciones en la temperatura del fondo cósmico de microondas. Estas anisotropías o inhomogeneidades fueron detectadas finalmente en los años 90 por varios experimentos, especialmente, por el satélite de la NASA COBE (Cosmic Background Explorer) entre 1989  y 1996 que fue la primera experiencia capaz de detectar irregularidades y anisotropías en esta radiación. Las irregularidades se consideran variaciones de densidad del universo primitivo y su descubrimiento arroja indicios, la formación de las primeras estructuras de gran escala y la distribución de galaxias del universo actual. En el 2001 la agencia espacial estadounidense NASA lanzó el WMAP (Wilkinson Microwave Anisotropy Probe), un nuevo satélite capaz de estudiar con gran detalle la radiación cósmica de fondo, que consiguió el mapa más completo de las anisotropías en la radiación de fondo de microondas. Otros instrumentos han detectado aún con más detalle y a mayor resolución angular las anisotropías del CMB, como el Cosmic Background Imager pero en solo unas zonas del cielo. Los datos aportados por el WMAP en 2003 y 2006 revelan un universo en expansión formado por un 4% de materia bariónica, un 22 % de materia oscura y un 74 % de energía oscura. El 2009 la ESA lanzó el Planck, un satélite de capacidades mucho mayores todavía que el WMAP.
La anisotropía del fondo de radiación de microondas está dividida en dos tipos: anisotropía primaria – debida a efectos que ocurren en la última superficie de dispersión y en la anterior —y la anisotropía secundaria— que es debida a efectos, como las interacciones con gases calientes o potenciales gravitacionales, entre la última superficie de dispersión y el observador.

#### Anisotropía primaria
La estructura de las anisotropías del fondo de radiación de microondas es determinada principalmente por dos efectos: oscilaciones acústicas y difusión húmeda (también llamada humedad sin colisiones o seda húmeda). Las oscilaciones acústicas surgen a partir de la competencia en el plasma fotón-barión en el Universo primigenio. La presión de los fotones tienden a eliminar las anisotropías, mientras que la atracción gravitacional de los bariones —que se mueven a velocidades mucho menores que la velocidad de la luz— los hace tender a colapsar para formar densos halos. Estos dos efectos compiten para crear oscilaciones acústicas que dan al fondo de radiación de microondas su característica estructura de pico. Los picos se corresponden, aproximadamente, con resonancias en las que los fotones se desacoplan cuando un modo particular se encuentra en su pico de amplitud.
Los picos contienen interesantes firmas físicas. La escala angular del primer pico determina la curvatura del Universo (pero no la topología del Universo). El segundo pico —realmente la proporción de los picos impares con los picos pares— determina la reducida densidad bariónica. El tercer pico se puede utilizar para extraer información sobre la densidad de materia oscura.
Las localizaciones de los picos también dan importante información sobre la naturaleza de la densidad de perturbaciones primigenia. Hay dos tipos fundamentales de densidad de perturbaciones —llamadas «adiabática» e «isocurvatura»—. Una densidad de perturbación general es una mezcla de estos dos tipos y existen diferentes teorías que aparentan explicar el espectro de densidad de perturbación primigenio que predice diferentes mezclas.
- Para densidades de perturbación adiabáticas, la sobredensidad fraccional en cada componente de materia (bariones, fotones...) es la misma. Es decir, si hay un 1% más de energía en bariones que la media en un punto, entonces con una densidad de perturbación adiabática pura hay también un 1% más de energía en los fotones y un 1% más de energía en neutrinos, que la media. La inflación cósmica predice que las perturbaciones primigenias son adiabáticas.

- Con la densidad de perturbaciones de la isocurvatura, la suma de las sobredensidades fraccionales es cero. Es decir, una perturbación donde en algún punto hay un 1 % más de energía en bariones que la media, un 1 % más de energía en fotones que la media y un 2 % menos energía en neutrinos que la media, sería una perturbación de isocurvatura pura. Las cuerdas cósmicas se producirían principalmente por perturbaciones de isocurvatura primigenias.

En el espectro del CMB se pueden distinguir estos dos tipos de perturbaciones porque los picos se producen en diferentes localizaciones. La densidad de perturbaciones de isocurvatura producen una serie de picos cuyas escalas angulares (l-valores de los picos) están aproximadamente en las relaciones 1 : 3 : 5..., mientras que la densidad de perturbaciones adiabáticas producen picos cuyas ubicaciones están en las relaciones 1 : 2 : 3.  Las observaciones son consistentes con lo que la densidad de perturbaciones primigenia es completamente adiabática, proporcionando la clave para el soporte de la inflación y descartar muchos modelos de formación de estructuras incluyendo, por ejemplo, las cuerdas cósmicas.
La humedad sin colisiones es causada por dos efectos, cuando el tratamiento del plasma primigenio como un fluido empieza a romperse:
- el incremento del camino libre medio de los fotones en el plasma primordial llega a estar incrementalmente enrarecido en un Universo en expansión.
- el grosor de la última superficie de dispersión, que causa el incremento del camino libre medio durante el desacople, incluso mientras la dispersión Compton sigue ocurriendo.

Estos efectos contribuyen por igual a la supresión de anisotropías en pequeñas escalas y dan lugar a la característica cola húmeda exponencial vista en anisotropías en escalas angulares muy pequeñas.
La delgadez de la última superficie de dispersión se refiere al hecho de que el desacople de los fotones y bariones no ocurre instantáneamente, sino que requiere una fracción apreciable de la edad del Universo por encima de esa época. Un método para cuantificar exactamente cuánto tiempo duró este proceso utiliza la Función de visibilidad de fotones. Esta función se define tal que, definiéndola como P(t), la probabilidad de que un fotón de la última dispersión del CMB entre t y t+dt está dada por P(t)dt.
El máximo de la función de visibilidad (el tiempo en que es más probable que un fotón determinado de la última dispersión del CMB) es conocido de manera muy precisa. Los resultados del primer año de WMAP dicen que el tiempo en que P(t) es máximo entre 372 000 años (± 14 000). A menudo se considera el «tiempo» en que se formó el fondo de radiación de microondas. Sin embargo, para comprender cuánto tiempo se necesitó para el desacople de fotones y bariones, se necesita una medida de la anchura de la función de visibilidad. El equipo del WMAP encuentra que P(t) es mayor que la mitad de su valor máximo (la anchura entera a mitad del máximo) en el intervalo 115 000 años (± 5000). Según esta medida, el desacople duró unos 115 000 años y cuando se completó, el Universo tenía unos 487 000 años.

#### Anisotropía tardía
Después de la creación del CMB, este es modificado por varios procesos físicos colectivamente conocidos como anisotropía tardía o anisotropía secundaria. Después de la emisión del CMB, la materia ordinaria en el Universo estaba formada principalmente de hidrógeno neutro y átomos de helio, pero de las observaciones de las galaxias parece que gran parte del volumen del medio intergaláctico (IGM) actualmente consiste en material ionizado (ya que hay algunas líneas de absorción debido a átomos de hidrógeno). Esto implica un periodo de reionización en que el material del Universo se colapsa en iones de hidrógeno.
Los fotones del CMB se esparcen en cargas libres como electrones que no están ligados a átomos. En un Universo ionizado, tales electrones han sido liberados de átomos neutros por radiación ionizante (ultravioleta). Hoy estas cargas libres son de una densidad suficientemente baja en gran parte del volumen del Universo que no afectan a las mediciones del CMB. Sin embargo, si el IGM fue ionizado en tiempos muy tempranos cuando el Universo era muy denso, entonces habría dos efectos principales en el CMB:
1. Las anisotropías a pequeña escala son eliminadas (justo como cuando se observa un objeto a través de la niebla, los detalles del objeto aparecen difuminados).
2. La física de cómo los fotones se esparcen en electrones libres (Difusión Thomson) induce a la polarización de las anisotropías en grandes escalas angulares. Esta polarización de gran angular está correlada con la perturbación de temperatura de gran angular.

Estos dos efectos han sido observados por el satélite WMAP, proporcionando pruebas de que el Universo fue ionizado en tiempos muy primigenios, con un corrimiento al rojo de más de 17. La procedencia detallada de esta temprana radiación ionizante continúa siendo debatida por los científicos. Se puede incluir la luz de las estrellas desde la primera población de estrellas (población III), las supernovas en las que se convirtieron estas estrellas al final de sus vidas o la radiación ionizante producida por la adición de discos de agujeros negros masivos.
El periodo después de la emisión del fondo de radiación de microondas y antes de la observación de las primeras estrellas es conocido de forma casi cómica por los cosmólogos como las edades oscuras, y es un periodo que está bajo un intenso estudio por los astrónomos (Ver la radiación de 21 centímetros).
Otros efectos que ocurren entre la reionización y nuestra observación del CMB que causan las anisotropías son el efecto Siunyáiev-Zeldóvich, en el que una nube de electrones de alta energía dispersa la radiación, transfiriendo alguna energía a los fotones del CMB y el efecto Sachs-Wolfe, que cause que los fotones del fondo de radiación de microondas estén gravitacionalmente desplazados hacia el rojo o hacia el azul debido a campos gravitacionales cambiantes.

### Polarización
El CMB está polarizado con un nivel de unos cuantos microkelvins. Hay dos tipos de polarización, llamados modos E y B. Esto presenta una analogía con la electrostática, en que el campo eléctrico (campo E) tiene un rotacional evanescente mientras que el campo magnético (campo B) tiene una divergencia evanescente. Los modos E aparecen de forma natural a partir de la difusión Thomson en un plasma heterogéneo. Los modos B, que no han sido medidos y se piensa que tienen una amplitud de como mucho 0,1 µK, no se producen únicamente a partir del plasma. Son una señal de la inflación cósmica y son determinados a partir de la densidad de las ondas gravitacionales primigenias. La detección de los modos B es extremadamente difícil, particularmente dado que el grado de contaminación de fondo es desconocido y la señal de las lentes gravitacionales mezclan la fuerza relativa del modo E con el modo B.

## Observaciones del fondo de microondas

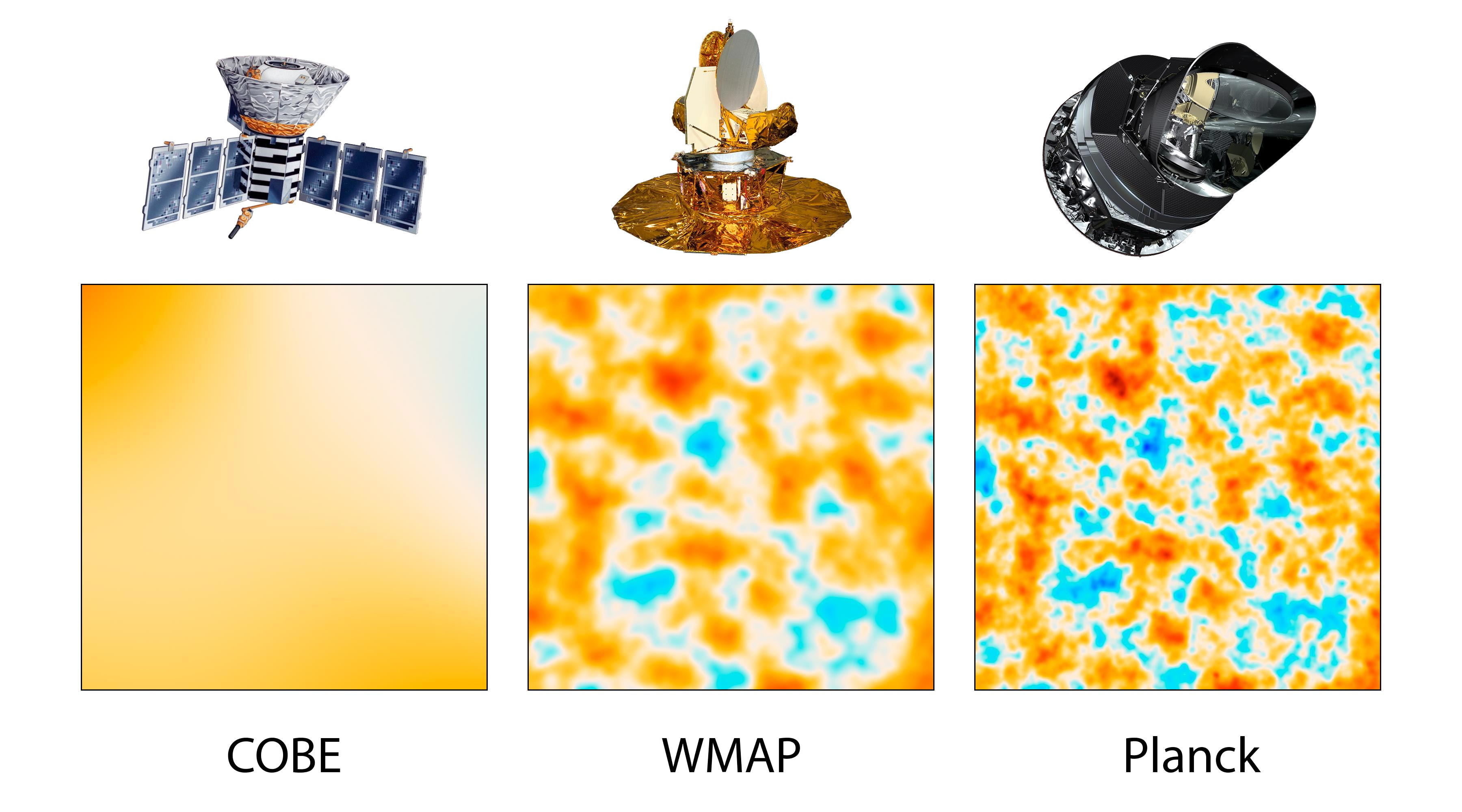
Comparación de los resultados del COBE, WMAP y Planck
(21 de marzo de 2013)

Después del descubrimiento del CMB, se han realizado cientos de experimentos del fondo cósmico de microondas para medir y caracterizar la naturaleza de la radiación. El experimento más famoso es probablemente el satélite COBE de la NASA que orbitó entre 1989-1996, que detectó y cuantificó las anisotropías de gran escala al límite de sus capacidades de detección. Inspirado por los resultados iniciales del COBE, un fondo extremadamente isótropo y homogéneo, una serie de experimentos basados en balones y suelo cuantificaron las anisotropías del CMB en pequeñas escalas angulares durante la siguiente década. El principal objetivo de estos experimentos era medir a escala angular el primer pico acústico, para el que el COBE no tenía suficiente resolución. Estas medidas podrían excluir las cuerdas cósmicas como la principal teoría de la formación de estructuras cósmicas y sugieren que la inflación cósmica es la teoría adecuada. Durante los años 1980, el primer pico fue medido con una sensibilidad creciente y en el año 2000, el experimento BOOMERanG reportó que las fluctuaciones de mayor energía ocurrían a escalas de aproximadamente un grado. Junto con otros datos cosmológicos, estos resultados implican que la geometría del Universo es plana. Varios interferómetros proporcionaron medidas de fluctuaciones de gran precisión durante los tres años siguientes, incluyendo el Very Small Array, Degree Angular Scale Interferometer (DASI) y el Cosmic Background Imager (o CBI). La primera detección del DASI fue la polarización del CMB mientras que el CBI obtuvo el espectro de polarización del CMB.
En junio de 2001, la NASA lanzó una segunda misión espacial para el CMB, el WMAP, para realizar medidas mucho más precisas de las anisotropías a gran escala en todo el cielo. Los primeros resultados de esta misión, revelados en 2003, fueron medidas detalladas del espectro de potencia angular en las escalas más bajas, acotando varios parámetros cosmológicos. Los resultados son ampliamente consistentes con los esperados de la inflación cósmica así como otras teorías competidoras y están disponibles detalladamente en el centro de datos de la NASA para el Fondo Cósmico de Microondas. Aunque el WMAP proporcionó medidas muy exactas de las fluctuaciones a grandes escalas angulares en el CMB (estructuras que son tan grandes en el cielo como la luna), no tendrían resolución angular suficiente para medir las fluctuaciones a pequeña escala que habían sido observadas utilizando interferómetros terrestres, como el Cosmic Background Imager.
Una tercera misión espacial, el Planck, fue lanzado en 2009. El Planck utilizará dos radiómetros HEMT así como la un bolómetro y medirá el CMB a escalas menores que el WMAP. A diferencia de las dos misiones espaciales previas, el Planck es una colaboración entre la NASA y la Agencia Espacial Europea (ESA). Sus detectores fueron probados en el Telescopio Viper en el experimento ACBAR, que ha producido las medidas más precisas a pequeñas escalas angulares hasta la fecha – y en el telescopio de balones Archeops.
Los instrumentos terrestres adicionales como el Telescopio del Polo Sur en la Antártida, el propuesto Proyecto Clover, el Telescopio Cosmológico de Atacama y el proyecto Quiet en Chile proporcionará datos adicionales no disponibles en las observaciones de satélite, posiblemente incluyendo la polarización del modo B.
Es posible «ver» la radiación de fondo de microondas con algo tan común cómo un televisor analógico —es decir, los antiguos no preparados para recibir la Televisión Digital Terrestre— que sintonice un canal en el que no haya ninguna emisora emitiendo; parte (un 1 %) de la «nieve» que puede verse en la pantalla es dicha radiación de fondo captada por la antena del aparato.

## El futuro del fondo cósmico de microondas
Dado que al irse expandiendo el Universo, el desplazamiento al rojo sufrido por la radiación cósmica de fondo va aumentando, llegará un momento muy lejano, asumiendo un Universo abierto, en el cual ésta será indetectable por completo, acabando por ser "tapado" por el causado por la luz emitida por las estrellas y este a su vez al seguir expandiéndose el Cosmos sufrirá el mismo efecto y será reemplazado por el de otros procesos que se produzcan en el futuro lejano.